# Vi veri universum vivus vici
Vi Veri universum vivus vici (aussi écrit Vi Veri veniversum vivus vici) est une expression latine qui signifie « par le pouvoir de la vérité, j'ai, de mon vivant, conquis l'univers ».
Cette phrase a été rendue célèbre avec les comics V pour Vendetta et est attribuée par ceux-ci au personnage de Faust (dans le livre de Goethe ou Christopher Marlowe dans Doctor Faustus). Pour autant cette phrase n'apparaît dans aucun des deux travaux.